# Georg Stiernhielm
Georg Stiernhielm (7 août 1598- 22 avril 1672) est un poète et linguiste suédois, qui est connu comme « le père de la poésie suédoise ». 
Il est le premier à écrire  des poèmes en suédois aux mètres des poètes anciens, par exemple l'hexamètre et l'alexandrin. Son poème le plus connu est Hercules, un grand poème hexamétrique. Il a aussi écrit des poèmes en latin. Originellement son nom était Jöran Olofsson, mais quand la reine Kristina (Christine) l'a anobli, il a changé son nom en Georg Stiernhielm.